# قاسم‌آباد (فسا)
قاسم‌آباد روستایی در دهستان میان‌ده بخش شیبکوه شهرستان فسا استان فارس ایران است.

## جمعیت
بر پایه سرشماری عمومی نفوس و مسکن در سال ۱۳۹۵ جمعیت این روستا کمتر از ۳ خانوار بوده‌است.